# Tori Amos
Pour les articles homonymes, voir Amos.
Myra Ellen Amos, dite Tori Amos [ˈtɔːɹi ˈeɪməs], est une auteure-compositrice-interprète, chanteuse, pianiste, arrangeuse et  productrice américaine, née le 22 août 1963 à Newton en Caroline du Nord. 
Elle est notamment célèbre pour ses tubes Crucify, Cornflake Girl et le remix de Professional Widow par Armand Van Helden, qui ont marqué le paysage pop-rock du début des années 1990.

## Biographie

### Débuts (1985–1990)
Myra Ellen Amos est la fille du pasteur Edison et de Mary Ellen Amos. Elle est née le 22 août 1963 à l'hôpital Old Catawba à Newton (Caroline du Nord) lors d'un voyage de ses parents depuis leur maison à Georgetown jusqu'en Caroline du Nord. Elle a des origines cherokee et irlandaise.
Lorsqu'elle a deux ans et demi, sa famille déménage à Baltimore, dans le Maryland, où elle commence à jouer du piano. À l'âge de cinq ans, elle écrit sa première chanson. Au cours de ces années, elle apprend beaucoup de sa grand-mère maternelle, une Cherokee de l'Est ayant des ancêtres européens.[réf. nécessaire]
En 1968, elle est admise au Conservatoire de musique Peabody. Âgée de 5 ans, elle est la plus jeune élève à fréquenter cet établissement. À l'âge de 11 ans, sa bourse est interrompue pour indiscipline : elle préférait jouer d'oreille et travaillait plus ses propres compositions que les grandes œuvres. Deux ans plus tard, elle entre au Montgomery College et commença à jouer dans des pianos-bars chaperonnée par son père. Ce dernier se met à envoyer les maquettes des chansons qu'elle avait écrites à des maisons de disques. Elle se fait remarquer en gagnant un concours de jeunes talents du comté avec une chanson intitulée More Than Just a Friend. Quand elle entre au lycée, elle est déjà bien connue à Washington. Pendant ses années d'études au lycée Richard Montgomery, elle est élue « Homecoming Queen », « Most Likely to Succeed female », « Most Talented female » et « Best All-Around female », et elle s'implique dans la troupe de théâtre. En tant qu'ancienne élève du lycée, Tori Amos coécrit Baltimore avec son frère Mike pour un concours organisé par la ville de Baltimore. Elle remporte le concours et Baltimore devient son premier single à être pressé, sans aucun succès toutefois.
À l'âge de 21 ans, Tori Amos déménage à Los Angeles afin de poursuivre sa carrière musicale. Elle y décroche de nombreux emplois en intérim. Elle joue notamment dans une publicité pour les céréales Kellogg's. Pour ce rôle, elle est préférée à Sarah Jessica Parker, qui n'est pas encore connue à l'époque.
En 1985, elle est victime d'un viol. Après avoir joué et chanté une nuit dans un bar, elle raccompagne en voiture un client qui l'agresse sexuellement. Cette agression est à l'origine de la chanson Me and a Gun. Elle rencontre également Steve Caton, guitariste qui l'accompagne sur ses albums jusqu'à To Venus and Back en 1999. Tori Amos intègre un groupe nommé Y Kant Tori Read. Le nom du groupe est une référence à la facilité d'Amos de jouer à l'oreille des morceaux de musique au conservatoire Peabody et son aversion à jouer certaines partitions. Outre Tori Amos et Steve Caton à la guitare, le groupe est composé de Matt Sorum (qui joue plus tard avec The Cult et Guns N' Roses) à la batterie, et Brad Cobb à la basse. Une année plus tard, Atlantic Records offre à Tori Amos un contrat de six albums. En 1988, le premier album éponyme du groupe, Y Kant Tori Read, sort mais c'est un échec commercial et critique. Il s'agit d'une expérience éprouvante mais Tori Amos recommence à travailler avec d'autres artistes (comme Stan Ridgway de Wall of Voodoo, Sandra Bernhard, et Al Stewart) en tant que choriste. Par ailleurs, elle enregistre la chanson Distant Storm pour le film China O'Brien. Au générique, la chanson est attribuée à un groupe appelé Tess Makes Good avec « la participation de Ellen Amos en tant que choriste ». Tori Amos tourne la page et décide par la suite de ne rien rééditer de cette époque, elle change finalement d'avis et accepte une réédition de cet album qui ressort le 24 novembre 2017.

### Gloire internationale (1991–1997)
Atlantic Records demande à Amos un disque pour mars 1990. Lorsqu’elle leur montre ses premiers enregistrements, la maison de disques les refuse, au motif qu'« une fille jouant du piano », ça ne va pas vendre. Entièrement remanié avec l'aide de Steve Caton, Eric Rosse, Will MacGregor, Carlo Nuccio, et Dan Nebenza, le disque est finalisé avec des chansons qui parlent de son éducation religieuse, sa sexualité, de son identité et de son viol. Les cadres d'Atlantic Records changent d'avis en écoutant la version remaniée du disque et transfèrent Amos au Royaume-Uni pour accompagner le lancement du « nouvel » album réalisé sous le titre Little Earthquakes. Sur cet album on retrouve entre autres David Rhodes le guitariste de Peter Gabriel, 
le percussionniste Paulinho Da Costa, Will Gregory au hautbois ainsi que le claviériste Ian Stanley de Tears for Fears. 
L'homologue européen d'Atlantic Records, East West, travaille avec acharnement pour promouvoir le disque. Il est lancé avec le single Me and a Gun. Quand l'album paraît au Royaume-Uni, il se place directement à la 14e place des ventes. Il sort aux États-Unis un mois plus tard où il est accueilli favorablement par la critique. Les titres extraits de cet album sont Me and a Gun, Silent All These Years, China, Winter et Crucify. En parallèle, Tori enregistre la bande originale Happy Workers pour le film Toys, ainsi qu'une version remix qui est aussi incluse dans cette bande originale. Au cours de cette première tournée, Tori Amos se lie d'amitié avec l'auteur Neil Gaiman qui devient un fan. On raconte souvent que le personnage Delirium tiré du comics The Sandman de Gaiman s'inspire d'elle ; Gaiman aurait déclaré : « ils se volent sans aucun scrupule des caractéristiques l'un l'autre ». Le personnage a en fait été créé avant que tous deux ne se rencontrent.
Après avoir tourné pendant toute l'année 1992 pour promouvoir Little Earthquakes, Amos se rend au Nouveau-Mexique afin d'écrire son second album solo Under the Pink. Il se place directement en 1re position au Royaume-Uni et 12e aux États-Unis lors de sa sortie en janvier 1994. Cependant, certains critiques trouvent qu'il ressemble davantage à une répétition du premier album qu'à une évolution. Quelques années plus tard, il est néanmoins classé parmi les meilleurs albums des années 1990 par le magazine Rolling Stone. En février, Amos débute la tournée «Under the Pink». Quatre chansons sortent en single : God, Cornflake Girl (classé 4e au Royaume-Uni), Pretty Good Year et Past the Mission, sur laquelle Trent Reznor du groupe Nine Inch Nails chante. Une édition limitée commémorant la tournée australienne est réalisée et elle inclut un second disque, More Pink, une compilation de faces B.
À cette époque, un journal à scandale australien réussit à prendre des photos sous la jupe de Tori Amos au cours d'un concert pendant lequel elle ne porte pas de culotte. Tori Amos ne fait aucun commentaire sur ce fait pendant onze ans, l'invoquant simplement comme motif de son absence de tournées en Australie entre 1995 et 2005. Tori Amos collabore également à la chanson Butterfly pour la bande originale du film Higher Learning sorti en 1994, ainsi qu'à une reprise de la chanson Losing My Religion du groupe R.E.M..
En juin 1994, Tori Amos cofonde l'association RAINN (Rape, Abuse and Incest National Network) avec Scott Berkowitz. RAINN met à disposition un numéro vert aux États-Unis d'aide et de soutien aux victimes de viol, permettant la mise en relation de ses correspondants avec leur centre de crise local. Elle-même victime d'un viol, elle organise en 1997 un concert de charité pour cette association. En 1995, en duo avec Robert Plant, elle collabore à la chanson Down by the Seaside sur l'album Encomium en hommage à Led Zeppelin. En 2006, RAINN enregistre un million d'appels depuis sa création.

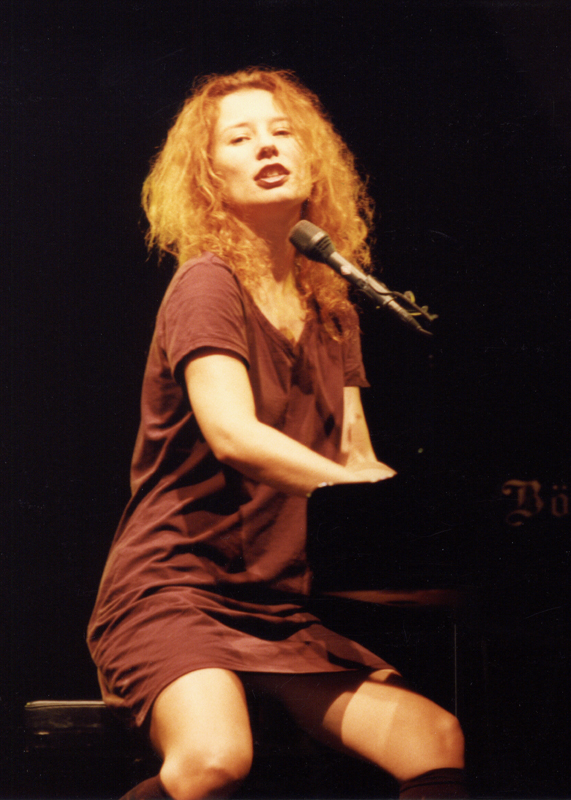
Tori Amos en concert à Little Rock (Arkansas) en 1996.

Peu de temps après la fin de la tournée « Under the Pink », paraît le troisième album solo de Tori Amos, Boys for Pele, bien plus long que les deux précédents. Bien que l'accueil des critiques soit mitigé, il se hisse à la deuxième place du classement Billboard. De même, les textes sont en jugés incompréhensibles par certains fans, surtout avec l'utilisation des sons de cloches d'église, des cornemuses et d'un chœur gospel ; c'est ce qui tient peut-être cet album en dehors du circuit ordinaire. Suit la tournée Dew Drop Inn ; lors de celle-ci, comme sur l'album, Tori joue du clavecin en plus du piano. Le single Caught a Lite Sneeze est un succès au Royaume-Uni et le remix de Professional Widow par Armand Van Helden fonctionne si bien en discothèque que c'est cette version qui est incluse plus tard dans son anthologie Tales of a Librarian.
Boys for Pele est l'album de Tori Amos qui s'est le mieux vendu aux États-Unis, atteignant la 2e place au Royaume-Uni et aux États-Unis lors de sa sortie en janvier 1996. Comme ses quatre premiers albums solo, il est disque de platine (plus d'un million de disques vendus aux États-Unis). Le film Twister, sorti en 1996, comprend un remix d'une des chansons de Tori Amos, Talula qui est sur l'album Boys for Pele. En 1996, Tori Amos crée également son propre label, nommé Igloo, au sein d'Atlantic Records. Le premier groupe qu'elle coproduit est Pet, dirigé par la chanteuse Lisa Papineau. Leur premier album éponyme contient la chanson Lil Boots qui figure également sur la bande originale du film The Crow: City of Angels. Les disques produits par Igloo n'ont pas beaucoup de succès et le label cesse rapidement d'exister.
Tori Amos organise un concert très médiatisé à la télévision appelé Le concert pour RAINN à la fin de l'année 1996. Pendant ce concert, Amos interprète sa chanson quasi blasphématoire Muhammed my Friend avec son ami Maynard James Keenan du groupe Tool. Au cours de cette année, elle coécrit et interprète la chanson It Might Hurt a Little Bit avec le chanteur Michael Stipe du groupe R.E.M.. Elle est pressentie pour la bande originale du film Don Juan DeMarco, mais rien n'aboutit. Tori Amos parle de ses expériences avec des drogues hallucinogènes, en particulier sur l'album Boys for Pele. Elle déclare qu'elle « avait pris le thé avec le diable » au cours de l'une de ses expériences ; c'est ce qui l'a amenée à écrire la chanson Father Lucifer.

### Virage à 180° (1998–2001)
Le quatrième album d'Amos, From the Choirgirl Hotel, sort en mai 1998. L'album est différent des précédents. Les sons bruts de son piano sont accompagnés de musique dance, d'électronique et de jazz. Quelques critiques sont mitigées mais la majorité est positive. Il est élu l'un des meilleurs albums de l'année par le magazine musical Q et il est en général bien accueilli par les fans[réf. nécessaire]. Le premier extrait, Spark, fonctionne commercialement durant le printemps 1998, les chansons qui sortent par la suite se vendent bien également : Jackie's Strength et Raspberry Swirl. La version remixée de Jackie's Strength grimpe à la première place des classements dance. L'album lui-même connaît un succès commercial comme ses prédécesseurs en atteignant la 6e place au Royaume-Uni et la 5e aux États-Unis lors de sa sortie. Aux États-Unis, il s'écoule à plus d'un million d'exemplaires.
La tournée qui suit la sortie de l'album, Plugged '98, est la première où Tori Amos est accompagnée d'un groupe entier. Par la suite, lors la tournée Five and a Half Weeks en 1999, elle partage la tête d'affiche avec Alanis Morissette avant la sortie de son double album To Venus and Back. De nombreuses personnes mentionnent Tori Amos comme la « première partie » de Morissette parce qu'elle joue toujours la première mais cet ordre s'explique uniquement par des aspects logistiques car il faut amener un piano à queue sur scène.
Ensuite, Amos planifie de sortir un album live, comme témoignage de sa première tournée avec un groupe en 1998 et elle décide d'écrire quelques chansons à inclure sur un disque bonus sur une édition limitée. En fin de compte, elle produit un double album qui sort en septembre 1999 sous le titre To Venus and Back. L'album comprend un disque live (sous-titré Live: Still Orbiting) en plus d'un disque studio avec de nouvelles chansons (sous-titré Venus Orbiting). C'est plus clairsemé tant en production qu'en arrangements mais, comme ce dernier[pas clair], il comprend des influences de dance et de musique électronique et un piano relativement en retrait.
Un des sujets abordés dans l'album est une suite d'homicides de femmes non résolus à Ciudad Juárez, ville mexicaine proche de la frontière avec les États-Unis. La chanson qui clôture l'album, 1000 Oceans, est bien plus proche dans l'esprit de ses premières chansons et, comme les plus expérimentales Bliss, Glory of the 80's et Concertina, obtient un succès radiophonique et dans les classements. L'album lui-même, en raison de son prix plus élevé dû au format double CD, atteint la 22e place au Royaume-Uni et la 12e place aux États-Unis.
En 2000, Tori Amos fait une pause tant au niveau des tournées qu'au niveau de l'écriture et elle donne naissance en septembre de cette même année à sa fille, Natashya, après avoir fait trois fausses couches. Elle revint en 2001 avec Strange Little Girls, un album de reprises de chansons écrites par des hommes et parlant des femmes. Malgré sa pause, l'album est encore un succès commercial, atteignant la 16e place des charts au Royaume-Uni et la 4e aux États-Unis. Cette fois, les critiques sont presque uniformes : la plupart voient l'album comme un grand mélange, tout en faisant l'éloge des réécritures improbables de 97' Bonnie and Clyde d'Eminem et Raining Blood de Slayer, mais descendant les versions de la chanson cryptique Happiness is a Warm Gun des Beatles et de Heart of Gold de Neil Young.
Tori Amos révèle plus tard que la véritable motivation de cet album est de finir au plus vite son contrat avec Atlantic Records sans leur donner de nouvelles chansons originales (d'où les reprises). En effet, elle constate que depuis 1998, sa maison de disques fait de moins en moins d'efforts pour promouvoir ses disques. La tournée qui suit, le StrangeLittleTour, la première tournée solo de la chanteuse depuis 1994, est acclamée particulièrement pour ses interprétations solo de chansons de ses albums Boys for Pele, From the Choirgirl Hotel et To Venus and Back.

### Mère, comblée et calmée (2002–2006)

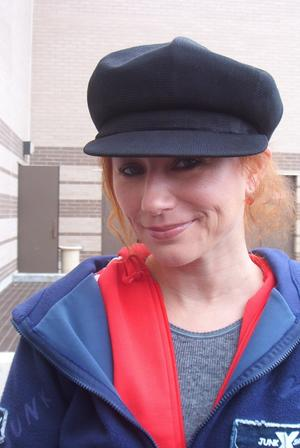
Tori Amos à Green Bay (Wisconsin) en 2003.

En 2002, Tori Amos sort son huitième album studio, Scarlet's Walk. Décrit[Par qui ?] comme un « roman musical », cet album comprenant 18 chansons se révèle être marquant pour diverses raisons. Au niveau du style, Amos met en avant les percussions et la basse, utilisant son piano comme un accent plutôt que de le mettre en avant. Au niveau thématique, l'album explore l'alter ego de la chanteuse, Scarlet, et son voyage à travers l'Amérique après les attentats du 11 septembre 2001. Au travers des chansons, Amos explore l'histoire de l'Amérique, du peuple américain, l'histoire des Amérindiens, la pornographie, le masochisme, l'homophobie et la misogynie. Le premier single, A Sorta Fairytale, est classé dans le top 10 aux États-Unis. Il sort aussi en tant que single au Royaume-Uni avec une face B intitulée Operation Peter Pan (en référence à l'opération du même nom).
Le deuxième single, Taxi Ride, est un « hommage » au maquilleur Kevyn Aucoin, un ami d'Amos, et un titre contre l'homophobie. Un concours est organisé en ligne afin de créer un clip vidéo pour la chanson, et le titre monte jusqu'à la place no 40 aux États-Unis. Le troisième single, Strange, est remixé à la manière country et passe en boucle à la radio. Aucun des deux singles suivants ne sortent dans le commerce. Pour essayer d'empêcher la diffusion illégale de son album sur Internet, Amos, conjointement avec son mari et son équipe, invente une sorte de colle spéciale pour fermer les lecteurs CD portables contenant l'album. Les CD sont ainsi distribués à la presse à condition qu'ils soient rendus dans les quarante-huit heures ; si quelqu'un essaie d'ouvrir le lecteur, ce dernier ainsi que le disque se cassent en morceaux. Le succès de cet essai est tellement grand que l'industrie du disque commence à le suivre.[pas clair][réf. nécessaire]
Afin de motiver l'achat de l'album plutôt que de télécharger son contenu illégalement, le CD sert aussi de clé pour accéder au « Scarlet's Web », un site web qui comprend diverses chansons (Tombigbee, Mountain) ainsi que de nombreuses photographies et des articles de journaux qui ne sont disponibles nulle part ailleurs. Tori Amos est nommée pour un Grammy Award pour l'emballage de l'édition limitée de l'album. Il inclut un DVD bonus ainsi qu'une collection d'objets (des autocollants, une carte, et des photos). Une fois encore, l'album est un succès commercial, atteignant la 26e place au Royaume-Uni et la 7e place aux États-Unis, et devenant l'album de Tori Amos le plus vendu depuis cinq ans.
En 2003, elle sort Tales of a Librarian, qu'elle présente comme une « autobiographie musicale » (elle ne croit pas au terme « greatest hits »). Plutôt que reprendre les singles et les rassembler sur un seul et même disque, Tori Amos choisit de revisiter certaines de ses chansons favorites, se concentrant sur celles auxquelles elle pensait pouvoir apporter quelque chose de plus que sur l'enregistrement original. Elle ajoute deux nouvelles chansons et deux faces B réenregistrées : Angels, Snow Cherries from France, Sweet Dreams et Mary (ces deux dernières ayant été enregistrées à l'origine en 1990 au cours des sessions de l'album Little Earthquakes). Bien que l'album se classe 40e au Royaume-Uni et 74e aux États-Unis, ce qui en fait son album le moins bien classé, les ventes augmentent sur le long terme. Après avoir participé à bon nombre de bandes originales de films tels que Mission impossible 2 (avec la chanson Carnival), Toys ou De grandes espérances, elle fait une petite apparition dans un film de Mike Newell, Le Sourire de Mona Lisa, où elle joue une chanteuse de bal. Elle contribue également à la bande originale avec deux chansons originales : You Belong to Me et Murder, He Says.
En 2004, Tori Amos réalise un DVD/CD intitulé Welcome to Sunny Florida. Le DVD présente une performance en public extraite de la tournée On Scarlet's Walk (littéralement « Sur les traces de Scarlet ») de 2003. Le CD, quant à lui, rassemble des faces B à l'origine uniquement disponibles sur Internet, ainsi que de nouvelles chansons, le tout présenté sous le titre de Scarlet's Hidden Treasures (« Les Trésors cachés de Scarlet »). C'est un succès commercial : le DVD atteint la 1re place dans les charts DVD au Royaume-Uni et la 2e aux États-Unis.
En novembre 2004, elle perd son frère, Michael Amos, dans un accident de voiture (thedent.com). Cet événement lui inspire la chanson Toast, un hommage à son frère qu'elle tient à ajouter in extremis à la fin de son album concept The Beekeeper.

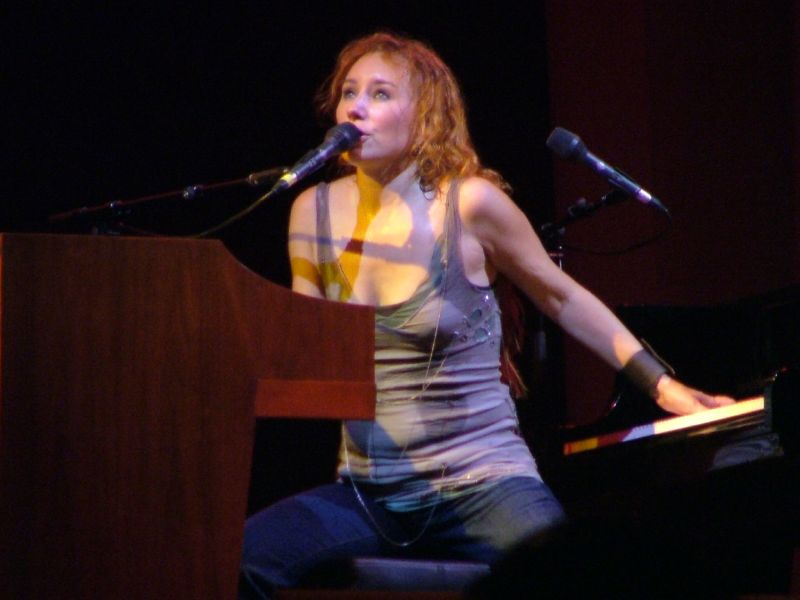
Tori Amos en concert au festival de Glastonbury en 2005.

Fin février 2005, Amos revient sur le devant de la scène avec The Beekeeper. L'album traite de sujets tels que la mort, l'adultère et les conflits amoureux ; il fait également une brève référence à l'ancien mysticisme gnostique. Il est disponible sur Internet plus d'un mois avant sa sortie physique. Les premières critiques le décrivent comme son album le plus accessible et comme une réminiscence de son premier album, Little Earthquakes. Sleeps with Butterflies est le premier single à être tiré de l'album, Sweet the Sting suit durant l'été. Toutefois aucun des deux ne sort dans le circuit commercial. L'album lui-même atteint la 24e place au Royaume-Uni et la 5e place aux États-Unis, faisant de Tori une des rares femmes à avoir classé cinq albums ou plus dans le top 10 américain. En dépit de cela, The Beekeeper reste la plus faible performance commerciale de Tori (233 000 copies vendues, nombre inférieur aux ventes des EP Crucify en 1992 et Hey Jupiter en 1996). C'est cependant son meilleur classement en Allemagne (8e place). Le désintérêt d'Amos pour le circuit commercial de l'industrie musicale est affiché lors de la tournée Original Sinsuality : elle ne joue pas le premier single tiré de l'album lors de nombreuses dates, alors que les maisons de disques attendent en général que les artistes interprètent régulièrement leurs singles et leurs plus grands succès.
En parallèle avec l'album, Amos sort une autobiographie intitulée Piece by Piece coécrite par la journaliste de musique rock Ann Powers. Elle y explore de manière profonde son obsession pour la mythologie et la religion, son processus d'écriture de ses chansons tout en racontant l'histoire de son ascension vers la célébrité.
La tournée qui suit, surnommée le Original Sinsuality Tour, démarre le 1er avril 2005 et est la première tournée solo de Tori Amos depuis 2001, mettant en avant le piano et l'orgue. La tournée passe par l'Australie, ce qui est une première depuis 1994. Les critiques de la tournée sont mitigées, mais elle continue à la fin de l'été 2005 à travers l'Europe, incluant des concerts en juin 2005 au festival de Glastonbury et au festival Meltdown de Patti Smith à Londres. La tournée se termine aux États-Unis en tant que Summer of Sin[Quoi ?], qui reçoit de bien meilleures critiques que la première partie américaine au printemps. Un des faits marquants de la tournée est que les fans peuvent choisir sur le site web de l'artiste les reprises qu'Amos jouerait lors de ses concerts. Une des chansons choisies est une reprise de Can't Get You Out of My Head de Kylie Minogue qu'Amos lui dédicace le jour de l'annonce officielle du cancer du sein de cette dernière. Les autres chansons interprétées par Tori Amos incluent People Are Strange des Doors, The Circle Game de Joni Mitchell et When the Levee Breaks de Led Zeppelin.
En guise de cadeau pour ses fans qui lui réclament depuis longtemps un album live, elle sort la même année six concerts de cette tournée réunis dans un coffret CD intitulé The Original Bootlegs. Elle décide en 2006 de sortir un autre coffret marquant la fin d'une période et le début d'une nouvelle ère. Ce coffret en forme de piano, sobrement intitulé A Piano, est une compilation de ses meilleurs titres agrémentés de titres inédits, de versions alternatives ou remixées.

### Maturité pop rock (2007–2009)

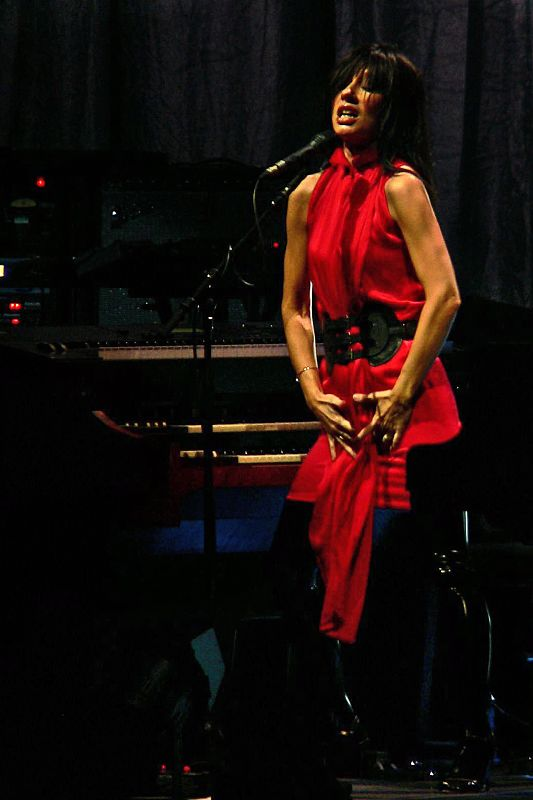
Tori Amos interprétant son personnage Pip lors d'un concert en 2007.

La sortie de American Doll Posse marque une rupture nette avec son prédécesseur. Dix ans après From the Choirgirl Hotel, Tori Amos revient sur ses propres sources avec cet album plus rock and roll et engagé. American Doll Posse est un album-concept, tout comme la plupart de ses disques. Comme pour Strange Little Girls, c'est l'union de cinq personnages, Tori, Santa, Clyde, Pip et Isabel, interprétés par Tori Amos et inspirés de déesses grecques. Chacune des vingt-trois chansons qui composent l'album s'identifie à un ou plusieurs de ces personnages. 
La tournée mondiale American Doll Posse World Tour marque le retour remarqué d'un guitariste sur scène (tantôt Dan Phelps, tantôt son mari, Mac Aladdin). Souvent comparée au Plugged Tour pour son côté rock, la tournée est un succès mondial. Chaque concert est scindé en deux parties : la première où Tori incarne un des personnages de l'album, l'autre où Tori joue en tant qu'« elle-même ». La plupart des concerts de la tournée américaine sont commercialisés sous la collection Legs and Boots, sous forme de téléchargement payant. Au total, 27 concerts ont été mis en ligne pendant trois mois.
En collaboration avec plusieurs dessinateurs et illustrateurs, Tori Amos sort au mois d'août 2008 le Comic Book Tattoo, un recueil de bandes dessinées illustrant ses chansons. Elle intègre également la collection DVD Live at Montreux : en septembre 2008, sort en effet le DVD Tori Amos - Live at Montreux 1991/1992 qui comprend deux concerts au célèbre festival de jazz, dont le tout premier concert de sa carrière solo, en 1991[source insuffisante]. En 2009, elle coécrit, avec Samuel Adamson (en), une adaptation de la comédie musicale The Light Princess (adapté du conte éponyme de George MacDonald). En mai 2008, Tori Amos marque sa volonté d'indépendance dans le milieu musical en quittant sa maison de disques Epic après 6 ans de collaboration. Lassée dans un premier temps de ce show business, elle tente d'abord de se produire entièrement seule. Finalement, elle signe avec une nouvelle maison de disques, Universal Republic, qui produit entre autres Vanessa Carlton et Kate Havnevik.
Le dixième album de Tori Amos paraît le 25 mai 2009. Il s'agit d'un concept audiovisuel de 17 titres (18 pour la version vendue en Angleterre) intitulé Abnormally Attracted to Sin, où chaque morceau (excepté un) est accompagné d'une « visualette » réalisée par Christian Lamb, réalisateur de clips qui a notamment travaillé avec Madonna et Ozzy Osbourne. Ce que Tori Amos appelle « visualette » est en réalité un clip vidéo tourné en Super 8 ou HD, entre autres à partir d'images de sa tournée précédente. La sortie de l'album est suivie par une tournée mondiale, le Sinful Attraction Tour, où la chanteuse est accompagnée comme à son habitude de Matt Chamberlain et de Jon Evans.

### Période classique (2009–2013)

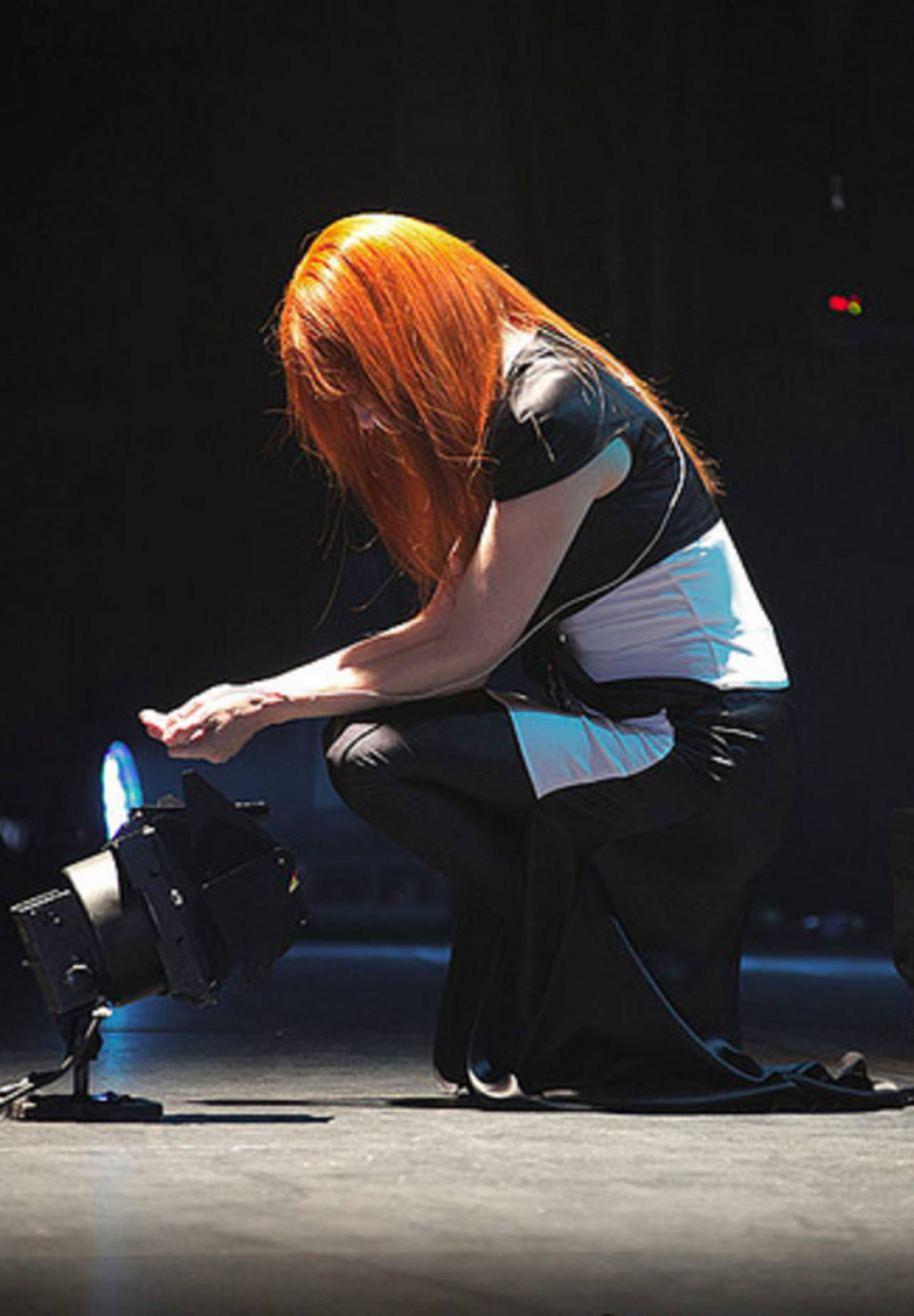
Tori Amos en concert au Palais des congrès de Paris en 2009.

C'est en pleine tournée que Tori Amos annonce la sortie de son onzième album, six mois après la sortie de son prédécesseur. Midwinter Graces, sorti au printemps 2010, est un nouveau concept : il s'agit d'un album saisonnier. Beaucoup d'artistes américains sortent des « albums de Noël », Tori Amos explique à ce sujet qu'il s'agit plutôt de célébrer le solstice. Dix standards américains de Noël ainsi que deux titres inédits composent cet album. Midwinter Graces se place assez bien dans le classement des albums de Noël, malgré une promotion assez faible, comme c'est le cas pour la chanteuse depuis 2002. Elle travaille en collaboration avec David Byrne et Fatboy Slim sur deux titres, dont un duo avec Cyndi Lauper, qui figurent sur l'album Here Lies Love, une compilation de chansons originales par des artistes féminines renommées. En parallèle, Tori Amos trouve le temps de préparer une mini-tournée européenne durant l'été 2010, qui pour la première fois intervient en dehors de toute promotion d'album. Cette courte tournée en solo, d'une quinzaine de dates, oscille entre festivals et petites salles. Issu de cette tournée, le double live du concert de Moscou (3 septembre 2010) sort en fin d'année 2010, en édition limitée, agrémenté d'un appareil photo argentique (2 objectifs, une pellicule), un livre et une photo. Cette tournée est aussi l'occasion pour Tori Amos de jouer avec un orchestre philharmonique, le Metropole Orchestra, lors de son concert à Amsterdam.
Le 5 mai 2011, Tori Amos annonce la sortie de son douzième album intitulé Night of Hunters, ainsi qu'une tournée internationale. Il s'agit une fois de plus d'un album concept. Cette fois, elle s'inspire de morceaux classiques, pour la création de nouveaux titres modernes. Il s'agit d'un véritable récit, un peu à la manière de l'album Scarlet's Walk. En effet, l'album raconte la remise en question d'une femme, malheureuse en amour, qui s'interroge sur sa vie à travers la musique.[réf. nécessaire] Cette dominante « musique classique » est une première pour la chanteuse qui signe d'ailleurs cet album chez le label classique Deutsche Grammophon. Night of Hunters, salué par la critique, rend hommage à des compositeurs célèbres comme Mozart, Beethoven ou Erik Satie. Tori Amos joue au piano avec la participation du Apollon Musagète Quartett, un quatuor qui joue également avec elle durant toute la tournée qui suit, le Night of Hunters Tour.
Forte de l'expérience qui lui a permis, deux ans plus tôt, de jouer avec un orchestre philharmonique, Tori Amos décide de réenregistrer certaines de ses chansons en version symphonique. C'est ainsi que Gold Dust, une compilation symphonique, voit le jour en septembre 2012. Ce disque est accompagné d'une petite tournée où la chanteuse est accompagnée de l'orchestre. En 2013, Tori Amos se consacre à la comédie musicale The Light Princess  : le spectacle est à l'affiche au National Theatre de Londres à l'automne.

### Unrepentant Geraldines(depuis 2014)
La sortie en mai 2014 de son quatorzième album, Unrepentant Geraldines, marque un retour à la pop. L'album est suivi d'une importante tournée mondiale, l'occasion pour Tori Amos d'interpréter seule son répertoire ainsi que des reprises.
Elle a, depuis, produit deux autres albums studio, soit Native Invader en 2017 et Ocean to Ocean en 2021. 

## Discographie
- 1984 : Y Kant Tori Read : Y Kant Tori Read

- 1992 : Little Earthquakes
- 1994 : Under the Pink
- 1996 : Boys For Pele
- 1998 : From the Choirgirl Hotel
- 1999 : To Venus and Back
- 2001 : Strange Little Girls
- 2002 : Scarlet's Walk
- 2005 : The Beekeeper
- 2007 : American Doll Posse
- 2009 : Abnormally Attracted to Sin
- 2009 : Midwinter Graces
- 2011 : Night of Hunters
- 2012 : Gold Dust
- 2014 : Unrepentant Geraldines
- 2017 : Native Invader
- 2021 : Ocean to Ocean
- 2025 : The Music of Tori and the Muses

## Vidéographie
| Date de sortie   | Titre                                     | Label                | Format | |
| ---------------- | ----------------------------------------- | -------------------- | ------ | --- |
| 1992             | Little Earthquakes                        | WEA/Atlantic Records | VHS    | Une compilation de performances live, d'interviews et de clips. |
| 17 mars 1998     | Tori Amos: Live from NY                   | PID Video            | VHS    | Un concert au bénéfice de l'association RAINN (Rape, Abuse and Incest National Network). Ler dernier concert de la tournée Dew Drop Inn Tour                                         |
| 17 novembre 1998 | Tori Amos: Complete Videos 1991-1998      | Atlantic Records/WEA | VHS    | Une compilation de clips de la période 1991/1998 |
| 8 avril 2003     | A Sorta Fairytale (DVD single)            | Sony Music Video     | DVD    | |
| 18 mai 2004      | Welcome to Sunny Florida                  | Sony Music Video     | DVD/CD | 3h de vidéo inclus le dernier concert de la tournée Lottapianos à West Palm Beach ainsi qu'un EP bonus de 6 titres inédits Scarlet Hidden Treasures                                  |
| 14 février 2006  | Fade to Red: Video Collection (1992-2005) | Rhino                | DVD    | L'intégralité des clips de la période 1991/2005 (excepté Glory of the 80's, Strange Little Girl, Mary) avec en bonus un making-of et des commentaires audios de Tori sur chaque clip |
| septembre 2008   | Live at Montreux 1991/1992                | Naive                | DVD/CD | L'intégralité des deux concerts de Tori au célèbre festival de Jazz suisse. Celui de 1991 (le tout premier concert de sa carrière en solo) ainsi que celui de 1992                   |
| juin 2010        | Live from the Artists Den                 | WliV                 | DVD    | Une performance solo de douze titres joués à New York en 2010 |

## Publications
| Date de sortie | Titre                   | Auteur                     | Label          | |
| -------------- | ----------------------- | -------------------------- | -------------- | --- |
| 2005           | Piece by Piece          | Tori Amos et Ann Powers    | Broadway Books | Dialogue fascinant entre les deux auteurs entre musique, mythologie, spiritualité et anecdotes de carrières. |
| 2008           | Comic Book Tattoo Vol.1 | Tori Amos et Rantz Hoseley | Image          | Une anthologie d'environ 80 comics d'auteurs différents, illustrant pour chacun, une chanson de Tori.        |

## Tournées
Tori Amos est reconnue comme l'une des artistes de pop effectuant le plus de tournées. Elle a commencé à se produire dans des bars et des clubs dès 1976 et de manière professionnelle en jouant dans des clubs à Londres en 1991, mais sa première « vraie » tournée débuta en 1992. Depuis cette date, elle a effectué plus de 1500 concerts. Ses concerts sont connus pour leur intimité, et leurs set-lists variées d'un jour sur l'autre.
- Little Earthquakes Tour: Amos a commencé sa première tournée à Londres le 29 janvier 1992 et l'a terminée à Auckland le 30 novembre 1992. Elle a joué sur un piano Yamaha en solo chaque soir. La tournée comprenait 142 concerts tout autour du monde.
- Under the Pink Tour: C'est la seconde tournée internationale d'Amos qui débuta à Newcastle upon Tyne au Royaume-Uni le 24 février 1994 et qui se termina à Perth le 13 décembre 1994. Amos joue du piano en solo chaque soir, et le tour comprenait 181 concerts.
- Dew Drop Inn Tour : Le 23 février 1996 à Ipswich au Royaume-Uni, Amos débuta sa troisième tournée tout autour du monde, et sa tournée se termina à Boulder le 11 novembre 1996. Amos joua chaque soir du piano, du clavecin et de l'harmonium, avec Steve Caton qui a joué de la guitare sur certaines chansons. La tournée comprenait 187 concerts.
- Plugged '98 Tour : C'est la première tournée d'Amos en compagnie d'un groupe ; celui-ci comprenant Amos elle-même au piano, Kurzweil et aussi Steve Caton à la guitare, Matt Chamberlain à la batterie, et Jon Evans à la basse. La tournée débute à Fort Lauderdale le 18 avril 1998 et se termina à East Lansing le 31 décembre 1998, après 137 concerts.
- 5.5 Weeks Tour/To Dallas and Back: la cinquième tournée d'Amos se déroule uniquement en Amérique du Nord. La première partie de la tournée est partagée avec Alanis Morissette et comprend le même groupe qu'en 1998. Amos et son groupe continuent pendant 8 concerts et ensuite Amos commence une série de concerts solos. La tournée débute à Fort Lauderdale le 18 août 1999 et se termine à Denver le 9 décembre 1999, après 46 concerts.
- Strange Little Tour: cette tournée fut la première après qu'Amos fut devenue mère en 2000 et sa première tournée entièrement solo depuis 1994 (Steve Caton était présent sur certaines chansons en 1996). Elle débuta le 30 août 2001 à Londres et se termina à 17 décembre 2001 à Milan après 55 concerts.
- On Scarlet's Walk/Lottapianos : la septième tournée réunit de nouveau Amos avec Matt Chamberlain et Jon Evans, mais pas Steve Caton. La première partie de la tournée qui comprenait Amos au piano dura six mois et à l'été 2003 Amos débuta une tournée en compagnie de Ben Folds. La tournée débuta le 7 novembre 2002 à Tampa et se termina le 4 septembre 2003 à West Palm Beach après 124 concerts.
- Original Sinsuality Tour/Summer of Sin: cette tournée fut la première tournée solo d'Amos depuis 2001 et débuta le 1er avril 2005 à Clearwater, avec Amos au piano, deux orgues, et Rhodes. La tournée passa également par l'Australie pour la première fois depuis 1994. Amos repris la route en août et septembre pour le Summer of Sin en Amérique du Nord. La tournée comprenait 82 concerts, et six concerts entiers sortirent en tant que bootlegs officiels en 2005.
- American Doll Posse World Tour débute le 28 mai 2007 en Italie et se termine fin décembre 2007 à Los Angeles. Tori Amos y est une nouvelle fois accompagnée de Matt Chamberlain et Jon Evans, mais aussi pour la première fois depuis le Plugged '98 Tour par un guitariste, Dan Phelps. Chaque concert est en deux parties : une première partie ou Tori incarne un des personnages mythologique de l'album, et une deuxième partie où elle joue en tant que « elle-même ».
- Sinful Attraction Tour. Pour cette tournée, Tori a choisi de revenir à sa formule de 2002 :  un trio Tori/Matt Chamberlain/Jon Evans. La particularité de cette série de concerts est le nombre impressionnant de claviers joué par Tori sur scène. La tournée internationale s'est déroulée du 7 octobre au 24 novembre 2009. Une mini-tournée européenne fut ajoutée, pour promouvoir l'album Midwinter Graces, durant tout l'été 2010.
- Night of Hunters Tour. Cette nouvelle tournée internationale a été annoncée le 5 mai 2011, pour un début à Helsinki le 28 septembre 2011.
- Gold Dust Orchestral Tour : Tournée européenne. Tori est accompagnée d'un orchestre symphonique
- Unrepentant Geraldines Tour : Tournée internationale en solo
- Native Invader Tour : Tournée internationale en solo

## Distinctions
- 2009 : prix Harvey de la meilleure anthologie pour Comic Book Tattoo (avec Rantz Hoseley)